# قرار مجلس الأمن التابع للأمم المتحدة رقم 985
قرار مجلس الأمن التابع للأمم المتحدة رقم 985، المتخذ بالإجماع في 13 نيسان / أبريل 1995، بعد إعادة تأكيد القرارات 813 (1993)، 856 (1993)، 866 (1993)، 911 (1994)، 950 (1994)، 972 (1995) و788 ( 1992) الذي فرض حظر توريد الأسلحة إلى ليبيريا، أنشأ المجلس لجنة لمراقبة تنفيذ الحظر ومدد ولاية بعثة مراقبي الأمم المتحدة في ليبيريا حتى 30 يونيو 1995.
وأعرب المجلس عن القلق إزاء انهيار وقف إطلاق النار في البلد الذي يمنع بعثة مراقبي الأمم المتحدة في ليبريا من تنفيذ ولايتها، وإزاء نقل الأسلحة إلى البلد في انتهاك لحظر الأسلحة. وقد تم الترحيب بعقد قمة مقررة في مايو 1995 من قبل الجماعة الاقتصادية لدول غرب أفريقيا.
وحث جميع الأطراف في ليبريا على تنفيذ اتفاقي أكوسومبو وأكرا وإعادة إقرار وقف إطلاق النار وإنشاء مجلس دولة، في حين طُلب من المجتمع الدولي احترام حظر توريد الأسلحة إلى ليبريا. وفي هذا الصدد، تم إنشاء لجنة تابعة لمجلس الأمن تتولى الولاية التالية:
(أ) التماس معلومات بشأن التدابير التي اتخذتها البلدان لتنفيذ الحظر؛
(ب) النظر في المعلومات المتعلقة بانتهاكات الحظر والتوصية بتدابير لتعزيزه؛
(ج) التوصية بتدابير رداً على انتهاكات الحظر.
وطالب المجلس جميع الفصائل في ليبريا باحترام وضع فريق المراقبة التابع للجماعة الاقتصادية لدول غرب أفريقيا والعاملين الإنسانيين الدوليين والتقيد بالقانون الإنساني الدولي . طُلب من الأمين العام بطرس بطرس غالي أن يقدم تقريراً إلى المجلس بحلول 15 حزيران / يونيو 1995 عن الحالة في ليبريا، بما في ذلك ما إذا كان هناك وقف فعال لإطلاق النار، وما إذا كان بإمكان بعثة مراقبي الأمم المتحدة في ليبريا أن تنفذ ولايتها، وعن المساهمات المقدمة إلى فريق المراقبين العسكريين التابع للجماعة الاقتصادية لدول غرب أفريقيا. وسيتم استعراض مستقبل بعثة مراقبي الأمم المتحدة في ليبريا في ضوء ذلك.

## روابط خارجية
- نص القرار في undocs.org
- SECURITY COUNCIL COMMITTEE CONCERNING THE SITUATION IN LIBERIA PURSUANT TO RESOLUTION 985 (1995) على موقع واي باك مشين (نسخة محفوظة October 1, 2012)